# Myrmecaelurus limbatus
Myrmecaelurus limbatus är en insektsart som beskrevs av Navás 1912. Myrmecaelurus limbatus ingår i släktet Myrmecaelurus och familjen myrlejonsländor. Inga underarter finns listade i Catalogue of Life.